# Paraclius neglectus
Paraclius neglectus är en tvåvingeart som beskrevs av Becker 1922. Paraclius neglectus ingår i släktet Paraclius och familjen styltflugor. Inga underarter finns listade i Catalogue of Life.